# Renz (Adelsgeschlecht)
Renz (auch Rentz) ist der Familienname eines deutschen Adelsgeschlechts, das auch zum Patriziat der Reichsstädte Ulm und Augsburg gehörte, wo diese Linien jedoch im 16. und 17. Jahrhundert ausstarben.

## Geschichte
Die ersten urkundlichen Auftreten liegen in Schwaben. Angehörige kommen in der Reichsstadt Ulm bereits im 13. Jahrhundert als viri imperii vor, die Stammreihe des Geschlechts beginnt mit Ludwig Rentz, urkundlich 1497–1513, Bürger, Richter und gräflich helfensteinischer Vogt zu Wiesensteig. Seine Söhne erhielten am 13. Juli 1513 zu Koblenz einen kaiserlichen Wappenbrief.

### Linie Rentz
Für Carl Heinrich Rentz (1777–1860), auf Großburg, Kreis Strehlen, kurhessischer Secondeleutnant der Garde a. D., ⚭ Charlotte (Freiin) von Canitz und Dallwitz (1778–1849), Erbin von Großburg, und ihre Deszendenz wurde die Adelsführung nicht beanstandet. Leopold von Zedlitz-Neukirch (1837), Ernst Heinrich Kneschke (1855 und 1867) wie auch Otto Titan von Hefner (1865) kolportieren, dass das Geschlecht aus Geldern stamme, was Kneschke in seinem Neuen allgemeinen deutsches Adels-Lexicon ein wenig deutlicher darlegt: „ein seit 7 Jahrhunderten zu dem Adel in Geldern gehörendes Geschlecht“ und dass die Rentz auf Großburg sowie auf Neudorf im Kreis Groß-Strelitz auch den Freiherrentitel führten. Nach dem zugehörigen „Baronspatent“ wurde 1889 noch gesucht. Im ebenfalls von Titan von Hefner redigierten J. Siebmacher’s großes und allgemeines Wappenbuch: Der Adel des Königreichs Preußen von 1857 heißt es übrigens skeptischer formuliert: „angeblich aus Geldern stammend“.

### Linie Renz
Der promovierte Jurist Albrecht Renz, herzoglich württembergischer Rittmeister, erhielt am 4. Oktober 1783 zu Wien den Reichsadelsstand.
Bedeutende Angehörige des Karlsruher Zweiges der Familie waren unter anderen:
- Albrecht Friedrich Conrad von Renz (1757–1831), badischer Kammerherr; er ist der Stammvater des Karlsruher Zweiges der Familie
- Gustav Heinrich Friedrich von Renz (1789–1860), badischer Generalmajor[10]
- Carl von Renz (1812–1884), preußischer Generalmajor
- Heinrich Ludwig von Renz (1814–1879), preußischer Generalmajor

## Wappen
Blasonierung des 1513 im Wappenbrief festgelegten Wappens: In Rot eine goldene Lilie. Auf dem Helm mit rot-goldenen Decken die Lilie zwischen zwei von Gold und Rot übereck-geteilten Büffelhörnern.